# Joie de vivre (expression)
Pour les articles homonymes, voir Joie de vivre.

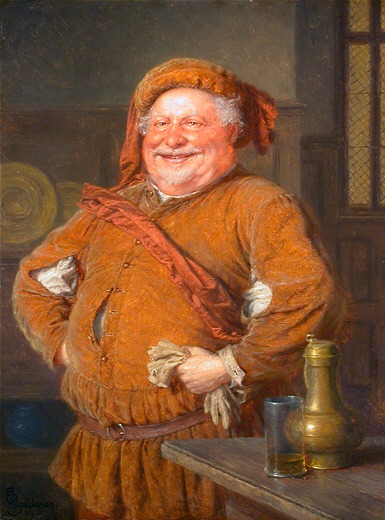

La « joie de vivre » est une expression désignant un sentiment subjectif personnel, il exprime le bonheur que ressent une personne à être en vie. Souvent décrit méliorativement dans la littérature, il désigne généralement l'expression de la confiance en soi, la vitalité, l'optimisme, la créativité et le bonheur du sujet,,. 
« Joie de vivre » est aussi une expression française communément utilisée en anglais.